# Arhitectură peisagistică
Arhitectura peisagistică (uneori peisageră) este arta de a planifica, a proiecta, a menține, a persevera și a reabilita spațiul verde și designul construcțiilor realizate de om. Scopul profesiei include designul arhitectural, planificarea sitului, dezvoltarea spațiului din jurul casei, protecția mediului, planificare urbană(P.U.G.-plan urbanistic general), design urban, planificarea parcurilor și a spațiilor de recreere, planificare regională, spații urbane și conservare istorică. Un practician în domeniul arhitecturii peisajului se numește arhitect peisagist.

## Definiție
Arhitectura peisagistică este un domeniu multidisciplinar, care include aspecte ale botanicii, horticulturii, artelor plastice, arhitecturii, designului industrial, științelor solului, psihologiei mediului, geografiei, ecologiei și ingineriei civile. Activitățile unui arhitect peisagistic pot varia de la crearea parcurilor publice și a aleilor, la amenajarea de terenuri pentru campusuri și parcuri de birouri corporative, de la proiectarea proprietăților rezidențiale până la proiectarea infrastructurii civile și gestionarea zonelor mari de sălbăticie sau recuperarea peisajelor degradate, cum ar fi minele sau depozitele de deșeuri. Arhitecții de peisaj lucrează asupra structurilor și a spațiilor exterioare cu limitări la aspectul peisajului sau al parcului de proiectare - mari sau mici, urbane, suburbane și rurale și cu materiale "dure" (construite) și "moi" (plantate), integrând în același timp durabilitatea ecologică. Cea mai valoroasă contribuție poate fi, în prima etapă a unui proiect, generarea de idei cu înțelegere tehnică și fler creativ pentru proiectarea, organizarea și utilizarea spațiilor. Arhitectul peisagistic poate plănui și pregăti conceptul general, de la care sunt realizate desene detaliate de proiectare și specificațiile tehnice. De asemenea, arhitecții peisagiști pot examina propunerile de autorizare și supraveghere a contractelor pentru lucrările de construcție. Printre alte competențe se numără pregătirea evaluărilor de impact asupra proiectării, efectuarea evaluărilor de mediu, respectiv a auditului, și servirea drept martor expert la întrebările privind problemele legate de utilizarea terenurilor.

## Istoria arhitecturii peisagistice
Istoria arhitecturii peisagistice este în strânsă legătură cu istoria grădinăritului, dar nu sunt la fel de vaste. Ambele arte sunt preocupate de compoziția plantării, forma spațiului, apă, pavaj și alte structuri, dar:
- designul grădinilor se ocupă în mod special cu spații închise, private (parc, grădină etc) 
- designul arhitectural se ocupă atât cu spații închise, cât și cu spații deschise publicului (scuar, parc rural, sisteme de parcuri, spații verzi etc).
Romanii au preluat arhitectura peisajului pe o scară extensivă, și Vitruviu a scris multe despre acest subiect. Ca și în celelalte arte, grădinăritul a fost "reînviat" în perioada Renascentistă, cu extraordinarele exemple, inclusiv spațiile pentru recreere de la Villa d'Este, Tivoli. Grădinile renascentiste s-au dezvoltat în cel de-al 16-lea și cel de-al 17-lea secol, ajungând la superlativul grandorii în lucrările lui  André le Nôtre la Vaux-le-Vicomte și Versailles.
În secolul al 18-lea, Anglia a devenit punctul culminant în noul stil al Arhitecturii Peisagistice.
Personalități ca William Kent, Humphry Repton, și mai cu seamă faimosul Lancelot 'Capability' Brown, au remodelat marile parcuri din Anglia, pentru a semăna cu versiunea curată și ordonată a naturii. Multe dintre aceste parcuri au rămas până în zilele noastre. Termenul de "Arhitectură Peisagistice" a fost folosit pentru prima dată de către Scotsman Gilbert Laing Meason, în titlul cărții sale "Arhitectura Peisagistică a Marilor Pictori ai Italiei" (Londra, 1828). Aceasta cuprindea tipurile de arhitectură regăsite în picturile peisajelor. Termenul de "Arhitectură Peisagistică" a fost preluat de către JC Loudon și AJ Downing.
De-a lungul celui de-al 19-lea secol, planificarea urbană a devenit tot mai importantă, reprezentând o combinație intre planificarea modernă și tradiționalul grădinărit. Acest lucru a dat Arhitecturii Peisagistice concentrarea unică. În cea de-a doua parte a secolului 19,  Frederick Law Olmsted a completat o serie de parcuri, care continuă să fie o mare influență asupra practicanților arhitecturii peisagistice din zilele noastre. Printre acestea se numără Central Park, din New York, Prospect Park din Brooklyn, și sistemul de parcuri numite Emerald Necklace, din Boston.
Arhitectura peisagistică continuă să se dezvolte ca disciplină estetică, și a răspuns multor mișcări de estetică și de arhitectură de-a lungul secolului 20. Acest tip de arhitectură continuă să fie inovativ și să ofere soluții estetice competitive pentru spațiile verzi. Schouwburgplein din Rotterdam și Dutch design group West 8, lucrările estetice ale Marthei Schwartz în SUA și în Europa, sunt doar două dintre exemple.
Ian McHarg este considerat o influență importantă în legătură cu Arhitectura Peisagistică modernă și în planificarea particulară. Cu ajutorul cărții "Design with Nature", a realizat un sistem de analiză a fiecărei porțiuni dintr-un sit, pentru înțelegerea compilată a atributelor calitative a spațiului. Acest sistem a devenit fundația GIS-ului (Geographic Information Systems). Cu această tehnică, McHarg avea să dea un aspect calitativ științelor ca: istoria, hidrologia, topografia. Software-ul GIS-ului  cu ubicuitate în Arhitectura Peisagistică, analiza materialelor aflate la suprafața solului, similar în planificare urbană, geografie, silvicultură etc.

## Arhitectura peisagistică eficientă din punct de vedere energetic
Arhitectura peisagistică eficientă din punct de vedere energetic este genul de arhitectură peisagistică destinat pentru conservarea energiei. Există o diferențiere între energia materialelor pentru realizarea peisajului, și energia consumată prin întreținerea și operațiile peisajului.
Printre tehnicile de design se numără 
- Plantarea arborilor în scopul aprovizionării cu umbră, ceea ce reduce costurile de răcorire.
- Plantarea sau construirea apărătorilor de vânt pentru a opri intensitatea vânturilor din apropierea construcțiilor ceea ce previne pierderea căldurii.
- Acoperirea zidurilor cu arbuști și plante agățătoare, folosite pentru realizarea unei apărări împotriva vântului, direct la perete.
- Acoperirea cu pământ prin poziționarea clădirilor astfel încât să fie avantajate de către formele de relief și apărate de vânt.
- Acoperișuri verzi clădiri cu masă termică în plus și evapotranspirație.